# Kambium

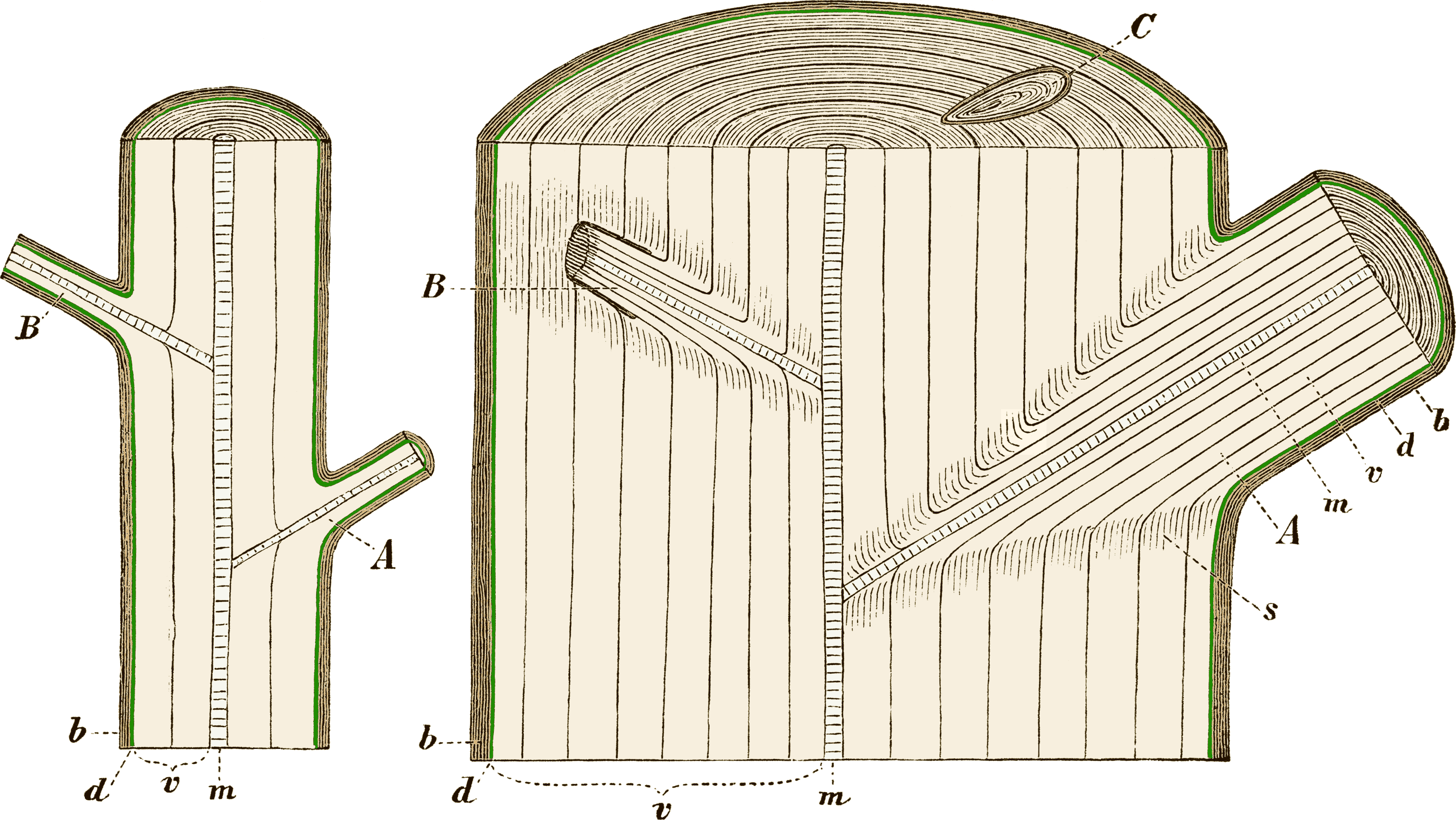
b. Kůra
d. Kambium (zeleně)
m. Jádro
v. Letokruh
B. Zarostlá 3 roky stará větev, která byla uříznuta
C. Větev v příčném řezu

Kambium je rostlinné pletivo, pomocí něhož vzniká sekundární dřevo a sekundární lýko. Řadí se mezi druhotná dělivá pletiva – sekundární meristémy. Ve stonku rostliny vytváří válec, který tloustne do šířky (kmen stromu). U dřevin vytváří letokruhy – u nichž je patrná pouze vrstva dřeva, liší se od sebe buňky jarní a letní. Kambium obnovuje činnost každé vegetační období.
Směrem do středu jsou cévy, směrem od středu jsou sítkovice.